# José Alberto Quiñónez
José Alberto Quiñonez Navarro (Tlaltenago, 28 de julho de 1990) é um lutador mexicano de artes marciais mistas, atualmente competindo no peso galo do Ultimate Fighting Championship.

## Início
Quiñónez nasceu em Tlaltenango no estado de Zacatecas, Mexico. Ele era fanático por futebol quando criança e tentou virar jogador, fazendo testes em times como Estudiantes Tecos e Pachuca. Ele começou a treinar MMA na adolescência junto com seu irmão Cristian Quiñónez.
José Alberto era garçom antes de se tornar lutador.

## Carreira no MMA

### Ultimate Fighting Championship
Quiñónez fez sua estreia no UFC em 15 de novembro de 2014 no UFC 180: Werdum vs. Hunt. Ele enfrentou Alejandro Pérez na final do The Ultimate Fighter: Latin America 1 na Cidade do México. Ele perdeu a luta por decisão unânime.
Ele em seguida enfrentou Leonardo Morales em 6 de junho de 2015 no UFC Fight Night: Boetsch vs. Henderson. Quiñonez venceu por finalização no primeiro round.
Quiñónez enfrentou Joey Gomez em 17 de setembro de 2016 no UFC Fight Night: Poirier vs. Johnson. Ele venceu por decisão unânime.
Quiñónez enfrentou Diego Rivas no UFC Fight Night: Pettis vs. Moreno em 5 de agosto de 2017. Ele venceu por decisão unânime.
Quiñónez enfrentou Teruto Ishihara em 10 de fevereiro de 2018 no UFC 221: Romero vs. Rockhold. Ele venceu a luta por decisão unânime.
Quiñónez enfrentou Nathaniel Wood em 16 de março de 2016 no UFC Fight Night: Till vs. Masvidal. Ele perdeu por finalização no segundo round.
Quiñónez enfrentou Carlos Huachin em 21 de setembro de 2019 no UFC Fight Night: Rodríguez vs. Stephens. Ele venceu por decisão unânime.
Quiñónez enfrentou Sean O’Malley em 7 de março de 2020 no UFC 248: Adesanya vs. Romero. Ele perdeu por nocaute técnico no primeiro round.

## Cartel no MMA
| Cartel no MMA   |            |            |
| 13 lutas        | 8 vitórias | 5 derrotas |
| Por nocaute     | 2          | 3          |
| Por finalização | 1          | 1          |
| Por decisão     | 5          | 1          |

| Res.    | Cartel | Oponente         | Método                                    | Evento                                   | Data       | Round | Tempo | Local                  | Notas                         |
| ------- | ------ | ---------------- | ----------------------------------------- | ---------------------------------------- | ---------- | ----- | ----- | ---------------------- | ----------------------------- |
| Derrota | 8-5    | Louis Smolka     | Nocaute Técnico (socos)                   | UFC on ESPN: Hermansson vs. Vettori      | 05/12/2020 | 2     | 2:15  | Las Vegas, Nevada      |                               |
| Derrota | 8-4    | Sean O’Malley    | Nocaute Técnico (chute na cabeça e socos) | UFC 248: Adesanya vs. Romero             | 07/03/2020 | 1     | 2:02  | Las Vegas, Nevada      |                               |
| Vitória | 8-3    | Carlos Huachin   | Decisão (unânime)                         | UFC Fight Night: Rodríguez vs. Stephens  | 21/09/2019 | 3     | 5:00  | Cidade do México       |                               |
| Derrota | 7-3    | Nathaniel Wood   | Finalização (mata leão)                   | UFC Fight Night: Till vs. Masvidal       | 16/03/2019 | 2     | 2:46  | Londres                |                               |
| Vitória | 7-2    | Teruto Ishihara  | Decisão (unânime)                         | UFC 221: Romero vs. Rockhold             | 11/02/2018 | 3     | 5:00  | Perth                  |                               |
| Vitória | 6-2    | Diego Rivas      | Decisão (unânime)                         | UFC Fight Night: Pettis vs. Moreno       | 05/08/2017 | 3     | 5:00  | Cidade do México       |                               |
| Vitória | 5-2    | Joey Gomez       | Decisão (unânime)                         | UFC Fight Night: Poirier vs. Johnson     | 17/09/2016 | 3     | 5:00  | Hidalgo, Texas         |                               |
| Vitória | 4-2    | Leonardo Morales | Finalização (mata leão)                   | UFC Fight Night: Boetsch vs. Henderson   | 06/06/2014 | 1     | 2:34  | New Orleans, Louisiana |                               |
| Derrota | 3-2    | Alejandro Pérez  | Decisão (unânime)                         | UFC 180: Werdum vs.                      | 15/11/2014 | 3     | 5:00  | Cidade do México       | Final do TUF: América Latina. |
| Derrota | 3-1    | Davi Ramos       | Nocaute Técnico (socos)                   | Extreme Fight Academy: Mexico vs. Brazil | 15/11/2013 | 1     | 2.38  | Tuxtla Gutierrez       |                               |
| Vitória | 3-0    | Jorge Gamboa     | Nocaute Técnico (socos)                   | Combate Extremo: Teco vs. Gamboa         | 05/10/2013 | 1     | 2:25  | Monterrey              |                               |
| Vitória | 2-0    | Alejandro Pérez  | Decisão (unânime)                         | Fight Club Mexico 3                      | 02/08/2013 | 3     | 5:00  | Aguascalientes         |                               |
| Vitória | 1-0    | Alexis Gallardo  | Nocaute Técnico (socos)                   | Fight Club Mexico 2                      | 16/03/2013 | 1     | 1:31  | Tijuana                | Estreia nos Galos.            |